# Ganosomus elegans
Ganosomus elegans är en skalbaggsart som beskrevs av Leon Fairmaire 1901. Ganosomus elegans ingår i släktet Ganosomus och familjen långhorningar.
Artens utbredningsområde är Madagaskar. Inga underarter finns listade i Catalogue of Life.